# Sebastian (película)
Sebastian (När alla vet) es una coproducción de Noruega y Suecia de 1995 basada en la novela de Per Knutsen que cuenta la salida del armario de un chico adolescente.